# Boč (Berg)
Der Boč oder auch Wotsch ist ein Berg in der Haloze mit einer Höhe von 979 m ü. A. Er liegt 6 km von Poljčane und 14 km von Rogaška Slatina entfernt. Die Gegend ist umgeben von dichtem Kiefern- und Buchenwald. Im März und April blüht dort die streng geschützte Große Kuhschelle (Pulsatilla grandis). Der Berg hat zwei Gipfel, von denen einer militärisches Sperrgebiet ist. Diesen erkennt man an seinem Sendemast. Auf dem zugänglichen Gipfel steht ein 20 m hoher Aussichtsturm. Das gesamte Gebiet um den Boč ist als Landschaftspark streng geschützt. Schon 1885 beschrieb der Ornithologe und Forstwirt Otmar Reiser die Bäume der Gegend.
Am Boč befindet sich die sogenannte Špelka-Höhle. Es wird im Volksmund behauptet, dass die Höhle ihren Namen der berühmten Räuberin Špelka (= Elisabeth) zu verdanken hatte, die hier im 17. Jahrhundert gelebt haben soll. Tatsächlich handelt es sich dabei aber um die südslawische Bezeichnung „spila“, auch „spilka“, für „Höhle“. Dennoch lebt im Volk der Mythos, dass die Räuberin all ihre Schätze in der Höhle vergraben habe und es unmöglich wäre, diesen zu finden, da schlechtes Wetter jedes Fackellicht sofort erlöschen würde. Die Räuberin wurde nach ihrer Festnahme in Stattenberg geköpft.